# استیون پولیاکوف
استیون پولیاکوف (انگلیسی: Stephen Poliakoff؛ زادهٔ ۱ دسامبر ۱۹۵۲) نمایشنامه‌نویس، کارگردان، فیلم‌نامه‌نویس اهل انگلستان است.
وی همچنین برندهٔ جوایزی همچون جایزه ایتالیا و جایزه پیبادی شده‌است.

## فیلم‌شناسی

### سینما
- Runners (کارگردان چارلز استوریج, ۱۹۸۳)
- Hidden City (۱۹۸۸)
- چشمانم را ببند (۱۹۹۱)
- سده (۱۹۹۳)
- غذای عشق (۱۹۹۷)
- Glorious 39 (۲۰۰۹)
- Astonish Me[۱] (کوتاه) (director Charles Sturridge, ۲۰۱۱)